# Alex Tobin
Alexander Hugh Tobin (* 3. November 1965 in Adelaide) ist ein ehemaliger australischer Fußballspieler, der als Verteidiger agierte. Mit 87 Einsätzen für die australische Nationalmannschaft war er Australiens Rekordspieler, bis er von Mark Schwarzer als Rekordnationalspieler abgelöst wurde.
Er spielte in seiner Karriere nur für australische Vereine: Für Adelaide City spielte er 16 Jahre lang und danach für Parramatta Power und Northern Spirit FC.
In der Nationalmannschaft spielte er von 1988 bis 1998, davon ab 1996 als Kapitän. 1994 hatte es Australien bis in die Relegationsrunde zur Qualifikation der Fußballweltmeisterschaft in den USA geschafft. Dort traf man auf Vizeweltmeister Argentinien. Das Hinspiel in Sydney ging 1:1 aus, das Rückspiel in Argentinien verlor man mit 0:1 durch ein Eigentor von Tobin. Der größte Erfolg mit der Nationalmannschaft war für Tobin das Erreichen des Endspiels des Konföderationenpokals, wobei man gegen Nord- und Mittelamerikameister Mexiko und Südamerikameister Uruguay siegte und in der Vorrunde Weltmeister Brasilien ein Unentschieden abtrotzte.

## Erfolge
- Dreimal Australischer Meister und zweimal Australischer Pokalsieger mit Adelaide City 1986, 1992, 1994 (Meisterschaften); 1989, 1992
- Gewinner der Ozeanienmeisterschaft 1996
- Vize-Meister beim Konföderationenpokal 1997

| Personendaten    | Personendaten                |
| ---------------- | ---------------------------- |
| NAME             | Tobin, Alex                  |
| ALTERNATIVNAMEN  | Tobin, Alexander Hugh        |
| KURZBESCHREIBUNG | australischer Fußballspieler |
| GEBURTSDATUM     | 3. November 1965             |
| GEBURTSORT       | Adelaide                     |